# Miran Györek
Miran Györek, slovenski politik, germanist in prevajalec, * 13. april 1952, Murska Sobota; † 23. november 2021, Ljubljana.
Bil je poslanec 5. državnega zbora Republike Slovenije (2008-11).

## Življenjepis

### Državni zbor
2008-2011
V času 5. državnega zbora Republike Slovenije, član Slovenske nacionalne stranke, je bil član naslednjih delovnih teles:
- Odbor za kmetijstvo, gozdarstvo in prehrano (član)
- Odbor za zdravstvo (član)
- Odbor za kulturo, šolstvo, šport in mladino (podpredsednik)
- Odbor za visoko šolstvo, znanost in tehnološki razvoj (član)

Na državnozborskih volitvah leta 2011 je kandidiral na listi SNS.